# Chiesa di Santa Maria del Rosario (Alpago)
La chiesa di Santa Maria del Rosario è la parrocchiale di Pieve d'Alpago, frazione-capoluogo del comune sparso di Alpago, in provincia di Belluno e diocesi di Belluno-Feltre; fa parte della convergenza foraniale di Longarone-Zoldo-Alpago-Ponte nelle Alpi.

## Storia
La pieve di Santa Maria del Rosario dell'Alpago fu fondata nell'Alto Medioevo, forse nel IX secolo, ed è coeva a quelle di Cadola, Castion e Limana. Tuttavia, la prima citazione che ne attesta la presenza risale al 1185 ed è da ricercarsi in una bolla di papa Lucio III. Nel 1873 un terremoto distrusse completamente la pieve, che venne sostituita dall'attuale parrocchiale, progettata dall'architetto feltrino Giuseppe Segusini. Benedetta e aperta al culto il 16 novembre 1884, fu consacrata il 15 luglio 1922 dal vescovo di Feltre e Belluno Giosuè Cattarossi. Nel 1929 fu dotata dell'organo, realizzato dalla ditta padovana Pugina. Nel 1936 fu danneggiata da un'altra scossa di terremoto e prontamente ristrutturata.

## Interno
Opere di pregio conservate all'interno della chiesa sono una pala ottocentesca raffigurante la Madonna col Bambino assieme ai Santi Caterina e Domenico, donata nel 1940 dal cardinale Adeodato Piazza e proveniente dalla chiesa di San Cassiano di Venezia, l'affresco sul catino absidale con i Santi Anna e Gioacchino assieme alla Madonna fanciulla, dipinto nel 1939 dal bellunese Abele Della Colletta, e una pala con soggetti i Santi Gallo, Cosma e Damiano, opera cinquecentesca di Nicolò de Stefani.